# Ellipteroides (Progonomyia) platymerellus
Ellipteroides (Progonomyia) platymerellus is een tweevleugelige uit de familie steltmuggen (Limoniidae). De soort komt voor in het Neotropisch gebied.